# Источно Потисје (Мађарска)
Мађарско источно Потисје или мађарско Прекотисје (мађ. Tiszántúl — „област за Тисом”), односно мађарска Кришана (мађ. Körösvidék) је географска и историјска област у источном делу Мађарске. Преостире се источно од реке Тисе, до границе са Румунијом, а даље према истоку наставља се румунска Кришана, до планине Апушени. Заједно са суседним Кишкуншагом, део је Великог Алфолда.
То је углавном равничарско подручје, које је део Велике мађарске низије. Област је подељена притокама Тисе: рекама Кереш и Марош. Највећи град ове области је Дебрецин, а други главни градови округа су Њиређхаза и Бекешчаба.
У ужем смислу, Тисантул је пејзажна целина која се налази у источном делу Мађарске, у ширем смислу, источном делу Велике низије, која се данас налази у Мађарској и Румунији. Дебрецин је духовни, културни, економски, туристички и транспортни центар Тисантула.
- „Иза Тисе” је незванични назив великог предела у источном делу Мађарске, источно од Тисе. У овом случају не ради се о самосталној географској целини, већ о геополитичком називу, будући да је ово подручје заправо део равнице која се географски простире на територију Румуније.
- У географском смислу, појам се односи на огромну равницу која се простире преко Мађарске и Румуније, омеђену Тисом на западу и северу, Трансилванијским планинама на истоку и Марошом (реком) на југу. У овом чланку је географски опис.

## Топографија
Тисантул је један од најјединственијих предела Карпатског басена. Његова површина је углавном равна, подручје испресецано рекама, осим пешчаних гребена Њиршега, где је површина брдовитија. Овде се налази и њена највиша тачка, Хопортјо (183 метра надморске висине), најнижи делови се налазе на обалама Тисе, које су испод 80 метара.

## Делови
У Мађарској:
- Горњотиски крај: Береги равница, Сатмарска равница, Реткез;
- Међутиско крај: Тактакез, Боршодска плавна равница, Хевешка плавна равница, Солношка плавна равница, Равница Тисафиред–Кунхеђеш, Равница Солнок−Тури, Тисазуг, Хортобађ;
- Доњотиски крај: Marosszög, Dél-Tisza-völgy;
- Њиршег: Средњи Њиршег, Североисточни Њиршег, Југозападни Њиршег, Јужни Њиршег, Западни Њиршег (Лесеђ-Њиршег);
- Хајдушаг: Хајдухат, Јужни Хајдушаг;
- Беретћо–Кереш крај: Равница Девавања, Велики Шарет, Беретћо–Кало веза, Ермелек хат, Равница Бихар, киш Шарет, Равница Керешменти;
- Кереш–Марош веза: Чанад хат, Бекеш хат, Равница Бекеш, Равница Чонград, Керешсег.[3]

Под итразом „Иза Тисе” подразумева се цела област округа Хајду-Бихар, Саболч-Сатмар-Берег и Бекеш, као и источна половина округа Јас-Нађкун-Солнок и Чонград-Чанад (жупанија)Чонград-Чанад. Жупанију Бач-Кишкун представља једно насеље, Тисауг. Из практичних разлога, насеља Береги (Тисахат), која леже на десној обали Тисе (Горњотисачки крај), такође се често класификују као део Тисантула.
У Румунији:
- Банат
- Сатмарски крај
- Ермелек
- Кришана

Румунске територије „Тисантула” су део Партиума.

## Историја
У прошлости, за време историјске мађарске краљевине, коришћени су географски називи Тисантул и лева обала Тисе. Овим је угрубо обележен простор Горње Тисе северно од Тисе. Овај став је остао званичан до 1920. године, Тријанонског уговора. Тисантул су формирале жупаније Бекеш, Хајду, Бихар, Саболч, Сатмар, Угоча, Марамарош и Силађ. Мађарска је изгубила читаву територију округа Марамарош, Силађ и Угоча кроз Тријанонске анексије, док је западна половина округа Бихар остала у саставу земље. Од тада је назив лева обала Тисе изашала из употребе, а од тада се користи само назив Тисантул (и после друге одлуке у Бечу).